# Cachoeira Paulista
Pour les articles homonymes, voir Cachoeira et Paulista.
Cachoeira Paulista est une ville brésilienne de l'est de l'État de São Paulo. Elle se situe par une latitude de 22° 39' 54" sud et par une longitude de 45° 00' 32" ouest, à une altitude de 521 mètres. Sa population était estimée à 30 156 habitants en 2006. La municipalité s'étend sur 288 km2.

## Démographie
| Évolution de la population (municipalité) | Évolution de la population (municipalité) | Évolution de la population (municipalité) | Évolution de la population (municipalité) |
| Année                                     | Population                                |                                           | %±                                        |
| ----------------------------------------- | ----------------------------------------- | ----------------------------------------- | ----------------------------------------- |
| 1920                                      | 9 691                                     |                                           |                                           |
| 1940                                      | 9 137                                     |                                           | −5,7%                                     |
| 1950                                      | 12 492                                    |                                           | 36,7%                                     |
| 1960                                      | 15 538                                    |                                           | 24,4%                                     |
| 1970                                      | 17 336                                    |                                           | 11,6%                                     |
| 1980                                      | 20 557                                    |                                           | 18,6%                                     |
| 1991                                      | 23 212                                    |                                           | 12,9%                                     |
| 2000                                      | 27 205                                    |                                           | 17,2%                                     |
| 2010                                      | 30 091                                    |                                           | 10,6%                                     |
| 2022                                      | 31 564                                    |                                           | 4,9%                                      |
| ,                                         |                                           |                                           |                                           |